# 桑阿寺
桑阿寺，位于西藏自治区拉萨市达孜县，是一座藏传佛教格鲁派寺院。

## 简介
桑阿寺距离拉萨市20公里，位于达孜县老城区中心。该寺建于1419年，由宗喀巴创建，属于藏传佛教格鲁派。按照历史惯例，该寺隶属甘丹寺管辖。在鼎盛时期，该寺曾经有僧人100名。有谚语说：“去了甘丹寺不去桑阿寺，等于朝佛没有圆满。”
1986年11月，经达孜县人民政府批准，该寺修复开放。21世纪初，该寺占地总面积大约15.27亩，建筑面积2343.8平方米，有僧人33名，寺内供奉六臂怙主佛。
2012年9月，达孜县桑阿寺专职管理特派员为桑阿寺僧人兴建的公共澡堂正式启用。这是中共达孜县委统战部在中共达孜县委、达孜县人民政府的支持下，投资近10万余元兴建的，解决了该寺僧人“洗澡难”问题。到2012年，桑阿寺“9+5”工程已经全部完工，该寺有了食堂、供水工程、温室大棚。2012年9月21日，中共西藏自治区党委书记陈全国来到达孜县调研并慰问，其中来到桑阿寺慰问驻寺干部、看望该寺僧人。